# Rémy Alonso
Pour les articles homonymes, voir Alonso.
Rémy Alonso, né le 7 août 1979, est un céiste français de slalom. 
Aux Championnats du monde 2005 à Penrith, il est médaillé de bronze en canoë biplace (C2) par équipe.